# London (Familienname)
London ist ein englischer Familienname.

## Namensträger
- Alexandra London (* 1973), französische Schauspielerin
- Amy London (* 1957), US-amerikanische Jazzsängerin
- Artur London (1915–1986), tschechischer Kommunist und Diplomat
- Brian London (1934–2021), britischer Boxer
- Cait London, US-amerikanische Romanautorin
- Charmian London (1871–1955), US-amerikanische Schriftstellerin und Seglerin
- Daniel London (* 1973), US-amerikanischer Schauspieler
- Delloreen Ennis-London (* 1975), jamaikanische Hürdenläuferin
- Drake London (* 2001), US-amerikanischer American-Football-Spieler
- Edwin London (1929–2013), US-amerikanischer Komponist, Hornist, Dirigent und Musikpädagoge
- Efim S. London (1870–1939), Mediziner
- Frank London (* 1958), US-amerikanisch Trompeter und Komponist
- Franz London (1863–1917), deutscher Mathematiker
- Fritz London (1900–1954), deutsch-amerikanischer Physiker
- George London (1920–1985), US-amerikanischer Opernsänger (Bariton)
- Heinz London (1907–1970), deutsch-britischer Physiker
- Irina London (* 1991), deutsche Fußballspielerin
- Jack London (1876–1916), US-amerikanischer Schriftsteller
- Jack London (Leichtathlet) (1905–1966), britischer Leichtathlet
- Jason London (* 1972), US-amerikanischer Filmschauspieler und Filmproduzent
- Jeremy London (* 1972), US-amerikanischer Schauspieler
- Julie London (1926–2000), US-amerikanische Schauspielerin
- Juliet Reeves London (* 1978), US-amerikanische Schauspielerin
- Lauren London (* 1984), US-amerikanische Schauspielerin
- Laurie London (* 1944), britischer Sänger
- Lise London (1916–2012), französische Kommunistin und Mitglied der Résistance
- Lorielle London (* 1983), deutsche Entertainerin
- Madre London (* 1996), US-amerikanischer Footballspieler
- Mel London (1923–2015), US-amerikanischer Filmemacher und Sachbuchautor
- Mel London (Songwriter) (1932–1975), US-amerikanischer Songwriter und Bluesproduzent
- Meyer London (1871–1926), US-amerikanischer Politiker
- Michael London, US-amerikanischer Filmproduzent
- Paul London (* 1980), US-amerikanischer Wrestler
- Seymour London (1915–2010), US-amerikanischer Arzt und Erfinder
- Theophilus London (* 1987), US-amerikanischer Rapper
- Tom London (1889–1963), US-amerikanischer Schauspieler
- Wilbert London (* 1997), US-amerikanischer Leichtathlet